# De noche, bajo el puente de piedra
De noche, bajo el puente de piedra (Nachts unter der steinernen Brücke. Ein Roman aus dem alten Prages) es una novela del escritor checo-austríaco de origen judío Leo Perutz que se publicó en alemán en 1958. 
La novela tiene una estructura atípica. Se compone de catorce relatos, aparentemente independientes, pero estrechamente relacionados entre sí, y un epílogo. Los relatos no siguen un orden cronológico. 
La historia se desarrolla en Praga, localidad natal de Leo Perutz, a finales del siglo XVI y comienzos del XVII, en la época del emperador Rodolfo II y en los años inmediatamente posteriores, hasta el comienzo de la Guerra de los Treinta Años. El asunto principal es la relación amorosa que une al emperador con la esposa de un acaudalado judío praguense, que es, al mismo tiempo, el principal acreedor de la corte imperial. Los principales escenarios son la corte del emperador y el antiguo barrio judío de Praga.
El excéntrico emperador del Sacro Imperio Romano Germánico, reputado coleccionista de arte y protector de alquimistas y astrólogos, crónicamente endeudado para poder satisfacer sus caprichos, es uno de los personajes principales de la obra, en la que también aparecen otros personajes históricos contemporáneos, como el astrónomo Johannes Kepler, o Wallenstein, antes de convertirse en uno de los principales jefes militares de la Guerra de los Treinta Años. 
Aparecen en la obra numerosos elementos fantásticos, relacionados con la Cábala, que tienen un papel decisivo en el argumento.  

## Traducciones al español
- Traducción de Elvira Martín y Annie Reney. Barcelona: G.P. 1967.
- Traducción de Cristina García Ohlrich. Barcelona: El Aleph Editores, 1988 (reeditado en 1991 y 1998). ISBN 978-84-7669-367-4.